# Ambrogio Autperto
Ambrogio Autperto (Provenza, prima del 740 – 30 gennaio 784) è stato un teologo e abate franco.

## Biografia
Originario della Provenza, nato da distinta famiglia, fu alla corte del re franco Pipino il Breve ove fece da precettore del futuro imperatore Carlo Magno di cui fu in seguito cancelliere. Probabilmente al seguito di Papa Stefano II Autperto venne in Italia ed ebbe modo di visitare la famosa abbazia benedettina di San Vincenzo al Volturno, nel ducato di Benevento. Nel 740 decide di abbracciare la vocazione religiosa e diventa monaco in tale abbazia. Intorno all'anno 761 venne ordinato sacerdote e il 4 ottobre del 777 fu eletto abate. Per il monastero era un periodo difficile di continue lotte interne tra monaci che sostenevano i longobardi e i monaci che sostenevano i franchi, e infatti Ambrogio rinunciò alla dignità abbaziale dopo poco più di un anno, il 28 dicembre 778.
Le lotte non cessarono dopo le sue dimissioni ed egli fu coinvolto in successive dispute. In occasione di una di queste si recò in viaggio a Roma onde testimoniare davanti al Papa nel processo contro il suo successore all'abbaziato, ovvero Potone, ma morì durante il viaggio il 30 gennaio 784. La sua salma venne trasportata indietro al monastero di San Vincenzo e sepolta in una delle cappelle.

## Opere
Scrisse una  Expositio in Apocalypsin, commento agli scritti dell'Apocalisse di San Giovanni in dieci libri, alcune omelie dedicate a varie festività e santi e una biografia dei santi Paldone, Tasone e Tatone (Sermo Authperti monachi in vita vel obito sanctorum patrum Paldonis, Tatonis et Taosonis comunemente noto come Prologus domini Authperti) fondatori del monastero di cui fu eletto abate (Abbazia di San Vincenzo al Volturno).